# Препятствие на пътя: Прекратяване
Препятствие на пътя: Прекратяване е кеч pay-per-view събитие на WWE, излъчващо се на живо по WWE Network за шоуто Първична сила.
Провежда се в PPG Paints Arena в Питсбърг, Пенсилвания на 18 декември 2016 г. Това е второто събитие в хронологията на Препятствие на пътя и първия pay-per-view турнир под това име, след като първото събитие се излъчва само по WWE Network.
Седем мача се провеждат по време на събитието, включително един предварителен. В главния мач Универсалния шампион на WWE Кевин Оуенс запазва титлата си срещу Шампиона на Съединените щати на WWE Роуман Рейнс чрез дисквалификация, когато Крис Джерико атакува Оуенс. В другите важни мачове Сезаро и Шеймъс побеждават Нов Ден за Отборните титли на Първична сила, приключвайки рекорда на Нов Ден с 483 дни, Рич Суон запазва Титлата в полутежка категория на WWE срещу Брайън Кендрикът и Ти Джей Пъркинс, Сет Ролинс побеждава Крис Джерико и Шарлът Светкавицата побеждава Саша Банкс извън лимита на 30-минутен мач Железния човек, печелейки рекордната четвърта Титла при жените на Първична сила.

## Заден план
Събитието включва мачове, получени от сценични сюжети и имат резултати, предварително решени от WWE и марката Първична сила, марковата дивизия на WWE. Сюжетите се продуцират по седмичното телевизионно шоу на WWE, Първична сила и шоуто на полутежката дивизия 205 На живо.
След като са част от загубилите Отбор Първична сила срещу Отбор Разбиване на Сървайвър, Крис Джерико и Кевин Оуенс започва да се карат по време на рубриката на Джарико Незабравими моменти. Джерико обвинява Оуенс, за използването на „Списъка на Джерико“ като оръжие, докато Оуенс му обяснява, че се е опитал да спаси Джерико от елиминация. Накрая двамата се съгласяват, че виновните за загубата са Роуман Рейнс и Сет Ролинс. На същата вечер, като награда за участването на Ролинс в Отбор Първична сила той получава шанс за Универсалната титла на WWE в Мач без дисквалификации. Джерико, който и преди се е намесвал в мачовете на Оуенс, коствайки на Ролинс титлата и Рейнс са отстранени от ринга. Джерико, маскиран като Син Кара се намесва и помага на Оуенс да запази титлата си.
На следваща седмица, приятелството между Оуенс и Джерико се разваля, когато Оуенс започва да твърди, че не му е нужна помощта на Джерико срещу Рейнс. Недоволен, Джерико напуска залата, но докато излиза е нападнат от Ролинс и отнася Педигри върху капака на кола, докато Рейнс побеждава Оуенс и получава мач за титлата на Препятствие на пътя. На 5 декември, Ролинс съобщава, че ще премине през Джерико и Оуенс, за да стигне до Трите Хикса, който помогна на Оуенс да спечели Универсалната титла срещу Ролинс в елиминационен мач Фатална четворка през август. Тогава Оуенс съобщава, че е уредил на Джерико два мача: срещу Ролинс на Препятствие на пътя и срещу Рейнс за Титлата на Съединените щати на WWE на Първична сила. Въпреки че Джерико казва на Оуенс да не се меси за да му помогне, той го разсейва и му коства да спечели титлата. На следващата седмица, Оуенс и Джерико получават мач срещу Нов Ден за Отборните титли на Първична сила. По-късно, Главния мениджър Мик Фоли добавя Ролинс и Рейнс в мача, правейки мача от вида Тройна заплаха. По време на мача приятелството между Оуенс и Джерики отново се разваля. В края на мача Ролинс прави на Джерико Педигри; Нов Ден използват това и запазват титлите си. Впоследствие Джерико започва да се кара с Оуенс, докато не остави Рейнс да му направи копие.
На 28 ноември, Саша Банкс побеждава Шарлът Светкавицата за Титлата при жените на Първична сила в мач Тушовете важат навсякъде в родния град на Шарлът. След мача, бащата на Шарлът, Рик Светкавицата излиза и поздравява Саша. На следващата седмица, Шарлът иска реванш; съгласявайки се Саша предлага 30-минутен мач Железния човек на Препятствие нана пътя, който Шарлът приема. По-късно Шарлът кани баща си Рик на ринга, за да му се извини за обидите в началото на годината; двамата се прегръщат, но Шарлът го шамаросва, твърдейки че той ѝ е обърнал гръб. Саша идва и помага на Рик, но е надвита.
На премиерата ан 205 На живо на 29 ноември, Рич Суон побеждава Брайън Кендрикът за Титлата в полутежка категория на WWE. Той я запазва в реванша на следващия епизод, докато Ти Джей Пъркинс е коментатор. След мача, Кендрикът атакува Пъркинс, което завършва в побой, в който се намесва Суон. На 12 декември се обявява, че Суон ще защитава титлата в мач Тройна заплаха срещу Пъркинс и Кендрикът ан Препятствие ан пътя. На същата вечер, в Първичан сила Кендрикът побеждава Пъркинс. На следващата вечер, на 205 На живо, Пъркинс побеждава Суон чрез предаване в мач без заложба.
На 21 и 28 ноември, Ензо Аморе се сближава с жената на Русев, Лана. На 5 декември, Русев и Лана започват да спорят; накрая Русев я оставя. Ензо я заговаря и по-късно тя го кани в хотелската ѝ стая. Когато той влиза в стаята тя го кара да се съблече по бельо, но вика Русев, който атакува Ензо и дърпа тялото му, докато е в безсъзнание в коридора. На следващата седмица Русев и Лана се подиграват на Ензо, пускайки повторение на атаката. Големият Кас напада Русев и го кара да отстъпи. Мач между двамата е уреден за предеарителното шоу на Препятствие на пътя.
На 22 ноември, в Първична сила Фоли урежда мач на Сами Зейн срещу Броун Строуман след като не успява да победи Миз и да пренесе Интерконтиненталната титла на WWE в Първична сила. Фоли спира мача, когато Зейн не може да продължи. На следващата седмица, Зейн иска реванш, но Фоли отказва, твърдейки е той не може да победи Строуман. Зейн се разочарова ина 22 декември, отново моли за реванш, но е отстранен от охраната. Зейн планира да се премести в Разбиване, защото Фоли не вярва в него. СЛЕДлед мача си срещу Къртис Аксел, Строуман заявява, е никой, включително Зейн не може да издържи повече от две минути с него. След като Зейн побеждава Джиндър Махал, Фоли съобщава на Зейн, че е ще го размени в Разбиване срещу Ива Мари. Бесен, Зейн отказва такава несправедлива размяна и отново настоява за реванш срещу Строуман. Крещейки, Фоли го урежда срещу Строуман за Препятствие на пътя в мач с 10-минутен лимит на времето.
За няколко седмици, Отборните шампиони Нов Ден (Големият И, Кофи Кингстън и Ксавиер Уудс) говорят за това, че ще счупят рекорда на най-продължителните отборни шампиони в история Разрушителите, който е 478 дни. На 21 и 28 ноември, в Първична сила, те запазват титлите си в мачове срещу Сезаро и Шеймъс и Люк Галоус и Карл Андерсън. На 5 декември отборния мач между Шеймъс и Сезаро срещу Галоус и Андерсън за определяне на главни претенденти за титлите приключва с двойно отброяване, когато двата отбора и Нов Ден, които коментират се сбиват извън ринга. Впоследствие се урежда отборен мач Тройна заплаха за следващата седмица. Нов Ден печелят мача, но на празненството Уудс напръска с шампанско Пълномощника на Първична сила Стефани Макмеън. Като наказание, тя кара Нов Ден да защитават титлите за втори път; Нов Ден побеждават Кеивн Оуенс и Крис Джерико, както и Сет Ролинс и Роуман Рейнс в отборен мач Тройна заплаха, чупейки рекорда на Разрушителите. На Почит към войските, Сезаро и Шеймъс получават друг шанс за титлите на Препятствие на пътя, печелейки отборен мач Фатална четворка срещу Галоус и Андерсън, Блестящите звезди и Златната истина

## Резултати
| №                                                                                     | Резултати                                                                          | Правила                                                              | Време |
| ------------------------------------------------------------------------------------- | ---------------------------------------------------------------------------------- | -------------------------------------------------------------------- | ----- |
| 1П                                                                                    | Русев (с Лана) победи Големият Кас (с Ензо Аморе) чрез отброяване                  | Индивидуален мач                                                     | 04:30 |
| 2                                                                                     | Сезаро и Шеймъс победиха Нов Ден (Големият И и Кофи Кингстън) (ш) (с Ксавиер Уудс) | Отборен мач за Отборните титли на Първична сила                      | 10:10 |
| 3                                                                                     | Сами Зейн победи Броун Строуман, оцелявайки до края на лимита                      | Индивидуален мач с лимит на времето 10 минути                        | 10:00 |
| 4                                                                                     | Сет Ролинс победи Крис Джерико                                                     | Индивидуален мач                                                     | 17:05 |
| 5                                                                                     | Рич Суон (ш) победи Брайън Кендрикът и Ти Джей Пъркинс                             | Мач Тройна заплаха за Титлата в полутежка категория на WWE           | 06:00 |
| 6                                                                                     | Шарлът Светкавицата победи Саша Банкс (ш) с 3 – 2 извън лимита                     | 30-минутен мач Железния човек за Титлата при жените на Първична сила | 34:45 |
| 7                                                                                     | Кевин Оуенс (ш) победи Роман Рейнс чрез дисквалификация                            | Индивидуален мач за Универсалната титла                              | 23:20 |
| - (ш) – указва шампиона/шампионите в мача - П – показва, че мача се случи преди шоуто |                                                                                    |                                                                      |       |